# Damiano Assanti
Damiano Assanti (né à Catanzaro le 9 juillet 1809, mort à Rome le 27 février 1894) est un patriote et un homme politique italien.

## Famille
Il est le fils de Francesco Assanti et de Maddalena Rodio. Il épouse Emilia Tarchiani dont il aura un fils, Roberto. Il est le cousin des généraux Florestano et Guglielmo Pepe, opposants au régime des Bourbon.

## Biographie
Damiano Assanti est arrêté pour avoir participé aux émeutes de Cosenza (1844) et emprisonné à Castel Sant'Elmo. En 1847 il réussit à rejoindre Guglielmo Pepe à Paris. Il retourne à Naples en 1848, sous le gouvernement constitutionnel de Carlo Troja. Il participe à l'expédition dirigée par Guglielmo Pepe, de l'Armée des Deux-Siciles contre les Autrichiens lors de la guerre d'indépendance de 1848 pour défendre Venise. Après la chute de Venise, il retourne à France s'établissant à Nice (1852).
En 1860, il participe à l'expédition des Mille en tant que colonel, il se distingue à Milazzo (20 juillet 1860) et lors de la bataille du Volturno. Avec l'unification de l'Italie il entre dans l'armée régulière mettant fin à sa carrière avec le grade de major-général en 1872. En 1862, il est préfet de Bari puis député à la droite historique dans les collèges de Chiaravalle et de Pouzzoles lors de la VIIIe et IXe législature du royaume d'Italie. En 1873, il est nommé sénateur du royaume.

## Distinctions
- Chevalier de l’ordre militaire de Savoie le 12 juin 1861
- Ordre des Saints-Maurice-et-Lazare
  - Chevalier le 9 novembre 1862
  - Officier le 25 janvier 1863
  - Commandeur le 7 septembre 1864
- Ordre de la Couronne d'Italie
  - Chevalier le 22 avril 1868
  - Commandeur le 12 février 1871

## Sources
- (it) Cet article est partiellement ou en totalité issu de l’article de Wikipédia en italien intitulé « Damiano Assanti » (voir la liste des auteurs).